# Augochloropsis atropos
Augochloropsis atropos är en biart som först beskrevs av Smith 1879.  Augochloropsis atropos ingår i släktet Augochloropsis och familjen vägbin. Inga underarter finns listade.